# Wen Yang
Wen Yang (Shandong, 7 luglio 1988) è uno scacchista cinese.
In marzo 2008 è diventato il 25° Grande Maestro cinese.

## Principali risultati
Wen Yang ha partecipato a due Coppe del Mondo:
- nel 2007 ha perso nel primo turno (0,5-1,5) contro Zoltán Almási, venendo eliminato dal torneo;
- nel 2015 supera il primo turno vincendo contro Igor Kovalenko, nel secondo turno viene eliminato da Péter Lékó.

Nel 2017 ha fatto parte della squadra vincitrice del Campionato del mondo a squadre. 
Nel 2018 ha vinto a Xinghua con 7,5 /11 il 10º Campionato cinese, superando per spareggio tecnico il pari classificato Jinshi Bai.
Gioca con la squadra di Shandong nel campionato cinese a squadre (China Chess League). 
Ha raggiunto il massimo rating FIDE in gennaio 2013, con 2.631 punti Elo.